# Stiletto (artiste)
Pour les articles homonymes, voir Stiletto.
Ne doit pas être confondu avec Styleto.
 (janvier 2023).
Sa qualité peut être largement améliorée en utilisant un vocabulaire plus directement compréhensible.
Stiletto Studio,s, (abrégé Stiletto), sont un « groupe d'antipreneurs néoïstes » et d'artistes qui « expulse » le design d'Allemagne avec leur DESIGN VERTReiB. Le groupe gère également un « Beleuchtungskörperbauunternehmen » (Entreprise de construction de corps d'éclairage). S'appuyant sur le principe Readymade de leurs œuvres d'art critiques des années 1980, ils suivent un principe de construction modulaire, reposant presque entièrement sur des composants industriels standard préexistants, qu'ils décrivent comme « libérés du design ».
En 1983, Stiletto ont « détourné » un chariot de supermarché « dérivé » et l'ont transformé, selon le principe de l'objet trouvé, en un fauteuil cantilever « renversée » en grillage d'acier,. En tant que simulation de design critique à l'égard du design et de la culture de consommation, l'œuvre intitulée ironiquement « CONSUMER'S REST Lounge Chair »,,, se référait au fait que les meubles en fil de fer d'Eames et de Bertoia étaient déjà des adaptations suresthétisées de l'apparition contemporaine des chariots de supermarché aux États-Unis et donc déjà eux-mêmes des récurrences au contexte révolutionnaire de la consommation du style international en architecture et en design,.
Avec cette prank de design,,,, le groupe, a établi en 1985, lors du 9e Festival néoiste de Ponte Nossa et en 1988, lors du Festival du plagiarisme de Braunschweig, un lien motivé par la sous-culture et la contre-culture entre les aspects déterminés par le néoiste de la critique de la consommation culturelle et les aspects critiques de la consommation de design du Neues Deutsches Design (Nouveau design allemand),,. Ils se sont également engagés dans un travail de relations publiques critique de la consommation médiatique sur l'aspect de l'Interpassivité dans les collaborations néoistes, notamment avec le principal théoricien du néoisme tENTATIVELY, a cONVENIENCE (cit. : "Neoism is a prefix and a suffix with no substance in between" (Le néoisme est un préfixe et un suffixe sans racine du mot entre les deux)),.
En 1989, le groupe Stiletto a chargé un fabricant de chariots de supermarché de produire industriellement le Consumer's Rest sous la forme d'un multiple limité. Grâce à cette stratégie conceptuelle, ils ont en outre soustrait leur œuvre à tous les critères communément utilisés pour les tentatives de classification appliquées jusqu'à présent aux ready-mades artistiques et au design de produits,.
Au début des années 1980, Stiletto étaient également présents dans le milieu de la sous-culture post-punk de l'ancien Berlin-Ouest en tant qu'artistes médiatiques avec des courts métrages dans le cadre de festivals de films expérimentaux comme le Experimentalfilm Workshop Osnabrück. Ils ont par exemple filmé avec des caméras Super 8 jetées du haut d'une tour d'observation et détruites (Camerakiller de 1984) ou mockumenté une course de moto à travers leur appartement-magasin (FORMEL Super VIII de 1982, qui a été présenté en 1983 avec une course de moto simultanée à travers la salle du cinéma Arsenal au Forum international du jeune cinéma de la Berlinale).

## Expositions individuelles (sélection)
- 1987 : Stiletto - Kraft durch Design, Prodomo, Vienne
- 1989 : Stiletto Studios "FUNC", Willoughby Sharp Gallery, New York City

## Participations aux expositions (sélection)

### en France
- Les avant-gardes du mobilier: Berlin, Centre Georges-Pompidou, Paris, 1988[5]
- SAGA FIAC 90, Grand Palais, Paris, 1990
- Design, miroir du siècle, Grand Palais, Paris, 1993
- Design et couverts, Musée de la coutellerie, Thiers, 1995
- MOINS ET PLUS - 620 pièces de la collection design du Fonds national d'art contemporain, 1980 – 2002, Taïpei Fine Arts Museum, Taïpei (République de Chine (Taïwan)), 2001; National Museum of Contemporary Art, Séoul (République de Corée), 2002; Musée d´art moderne et contemporain, Saint-Étienne Métropole, 2002 – 2003
- Sièges de collection Parc des expositions de Paris-Nord Villepinte, 2004
- Sièges avec vue..., Villa Noailles, Hyères, 2006
- Design contre design : Deux siècles de créations, Galeries nationales du Grand Palais, Paris, 2007 – 2008
- Collector, exposition coproduite par le Centre national des arts plastiques (CNAP) et lille3000 et présentée au Tripostal de Lille, 2011 – 2012
- Zones de confort, Centre national des arts plastiques, Paris, et la ville de Nancy, Galerie Poirel, Nancy, 2015 – 2016

### dans d'autres pays
- 1986 : Collages de sentiments - Habiter par les sens, Kunstmuseum Düsseldorf, Bonnefantenmuseum, Maastricht  a.
- Rude ma sincero — nuovo design tedesco, Institut Goethe, Milan, Italie; Museum voor Sierkunst, Gand, Belgique; Villa Stuck, Munich, Allemagne, 1991
- 1998-2009 : bewußt, einfach, Vitra Design Museum, Weil am Rhein e. a., exposition itinérante mondiale de ifa (ifa publication de son propre catalogue).
- 2012 : Century of the Child : Growing by Design, 1900-2000, Museum of Modern Art (MoMA), New York City (catalogue Thames & Hudson Verlag, London 2012,  (ISBN 978-0-87070-826-8))[18].
- 2014-2015 : Schrill Bizarr Brachial. Le nouveau design allemand des années 80, Bröhan-Museum, Berlin[19]
- 2017-2018 : Driven by German Design, dans le cadre de Germany Qatar 2017 - Year of Culture, Office des Affaires étrangères (Allemagne), Goethe-Institut, Volkswagen Group et Qatar Museums, Al Riwaq Gallery, Doha, Qatar[20],[21]

## Œuvres dans les collections publiques (sélection)
- Archives des avant-gardes (de), Dresde[22]
- Centre d'art et de technologie des médias de Karlsruhe[23]
- Centre national des arts plastiques, Paris
- Cooper–Hewitt, Smithsonian Design Museum, New York City[24]
- Musée August-Kestner, Hanovre
- Musée des arts décoratifs de Berlin[25]
- Musée des arts appliqués (Francfort)
- Musée des arts appliqués (Cologne)[26]
- Musée national de l'Art, de l'Architecture et du Design, Oslo, Norvège
- Museum Kunstpalast, Düsseldorf[27]
- Pinakothek der Moderne, Munich[28]
- Victoria and Albert Museum, Londres
- Vitra Design Museum, Weil am Rhein[29]

## Filmographie (sélection)
- FORMULE Super VIII, Expérimental-Documentaire-Court-métrage d'une course de motos à travers l'appartement-magasin de Stiletto avec un collage sonore d'une présentation radio martiale d'une course automobile sur le circuit du Nürburgring, le Grand Prix d'Allemagne de 1932, monté séparément sur cassette musicale (créé plus tard sur copie sur bande sonore) ; Super 8, couleur, son, 1 : 20 min, 1982[17]
- Über Nacht berühmt / Overnite fame, Art postal-compilation de films Super 8, 46 courts métrages de 45 secondes et bandes-annonces de Robert Quitta, Jörg Buttgereit, Dietmar Brehm, Entreprise de la main à la bouche, Peter Tscherkassky, Michael Krause, Hans Dieter Huber, Michael Brinntrupp, Boris Nieslony, Stiletto, Anarchistische GummiZelle (Cellule anarchiste en caoutchouc), Lisl Ponger (dans la série de la succession des contributions) et bien d'autres; concept et coproduction stiletto studios, super 8, couleur, son, 34 min, 1983[30]
- DIY-développement de films[31], Animation (audiovisuel) et ses propres Miracles de Jésus -Films à épisodes : Guérison des aveugles (co-réalisation, caméra, effets), 1 : 30 min ; Jésus et les pêcheurs (scénario, réalisation, caméra, montage, acteurs, effets spéciauxs : marcher sur l'eau), 4:21 min ; La multiplication miraculeuse des pains (scénario, réalisation, caméra, effets animation, montage), 1:47 min ; Entrée à Jérusalem (acteurs, effets stop-motion), 3:18 min ; La Cène (acteurs, effets), 7 : 15 min ; tous pour Jesus - Der Film, film à épisodes"Monumental en Super-8", initié par Michael Brynntrup, Super 8, n/b, son, 127 min, 1986[17]